# Кудряшов, Аркадий Владимирович
Аркадий Владимирович Кудряшов (род. 22 сентября 1965) — российский музыкальный менеджер. Директор-администратор певца Юрия Шатунова (1991—2022)), администратор групп «Мираж» и «Ласковый май» (1988—1991).

## Биография
Работал администратором вместе с Андреем Разиным в группе «Мираж». На гастролях в Алма-Ате он случайно услышал песню «Белые розы», привёз запись в Москву. Альбом «Ласкового мая» в Москве никому не понравился, говорили, что это примитив и несерьезно. Аркадий искал группу, и в одном из московских дворов Аркадий встретил пьяного мужчину сотрудника райкома партии из Оренбурга, он дал Кудряшову номера телефонов.
6 сентября 1988 — начал работать с Юрием Шатуновым.
1 мая 1990 — стал крёстным отцом Юрия Шатунова, крещение состоялось в Киеве во Владимирском соборе.
В октябре 1991 — Аркадий Кудряшов и Юрий Шатунов уходят из студии «Ласковый май», Кудряшов становится директором-администратором певца.
23 июня 2022 года Юрий Шатунов скоропостижно скончался на 49-м году жизни от инфаркта. По распоряжению семьи Шатунова Аркадий Кудряшов ведёт официальный канал Шатунова в YouTube и страницы в социальных сетях.

### Альбомы Юрия Шатунова
- 2001 — «Вспомни май»
- 2002 — «Седая ночь»
- 2004 — «Если хочешь… Не бойся»
- 2006 — «Запиши мой голос»
- 2012 — «Я верю…»
- 2018 — «Не молчи…»